# Metopa layi
Metopa layi is een vlokreeftensoort uit de familie van de Stenothoidae. De wetenschappelijke naam van de soort is voor het eerst geldig gepubliceerd in 1948 door Gurjanova.